# Velký hrubosrstý vendéeský baset
Velký hrubosrstý vendéeský baset (francouzsky: Grand Basset griffon vendéen) je francouzské psí plemeno, jehož historie sahá až do dob Keltů.

## Historie
Předci dnešních velkých hrubosrstých vendéeských basetů pocházejí z doby Keltů, jedná se o velké griffony. Z nich byl vyšlechtěn i příbuzný velkého hrubosrstého vendéeského baseta, malý hrubosrstý vendéeský baset. Krátkonohý baset, jak jej známe dnes, byl vyšlechtěn v 90. letech 20. století a to francouzským chovatelem z kraje Vendée Christianem d'Elve. Tyto krátkonohé basety se pak chovatel Paul Dezamy snažil zvýšit, aby byli vhodní i pro lov zajíců. Jejich hlavním využitím byly parforsní hony.
V současnosti se stále využívá k honům, najdeme jej ale i jako společníka. V České republice toto plemeno zastřešuje Basset Klub ČR. Zajímavostí je, že Jonatán, pes z filmu/knihy Mach a Šebestová měl být velký hrubosrstý vendéeský baset.

### Další vendéeští honiči
Psů chovaných v kraji Vendée byla celá řada, do dnešní doby se ale dochovaly jen čtyři plemena – velký hrubosrstý vendéeský honič, malý vendéeský honič, malý hrubosrstý vendéeský baset a velký hrubosrstý vednéeský baset. Nejznámější a nejrozšířenější z nich je malý hrubosrstý vendéeský baset.

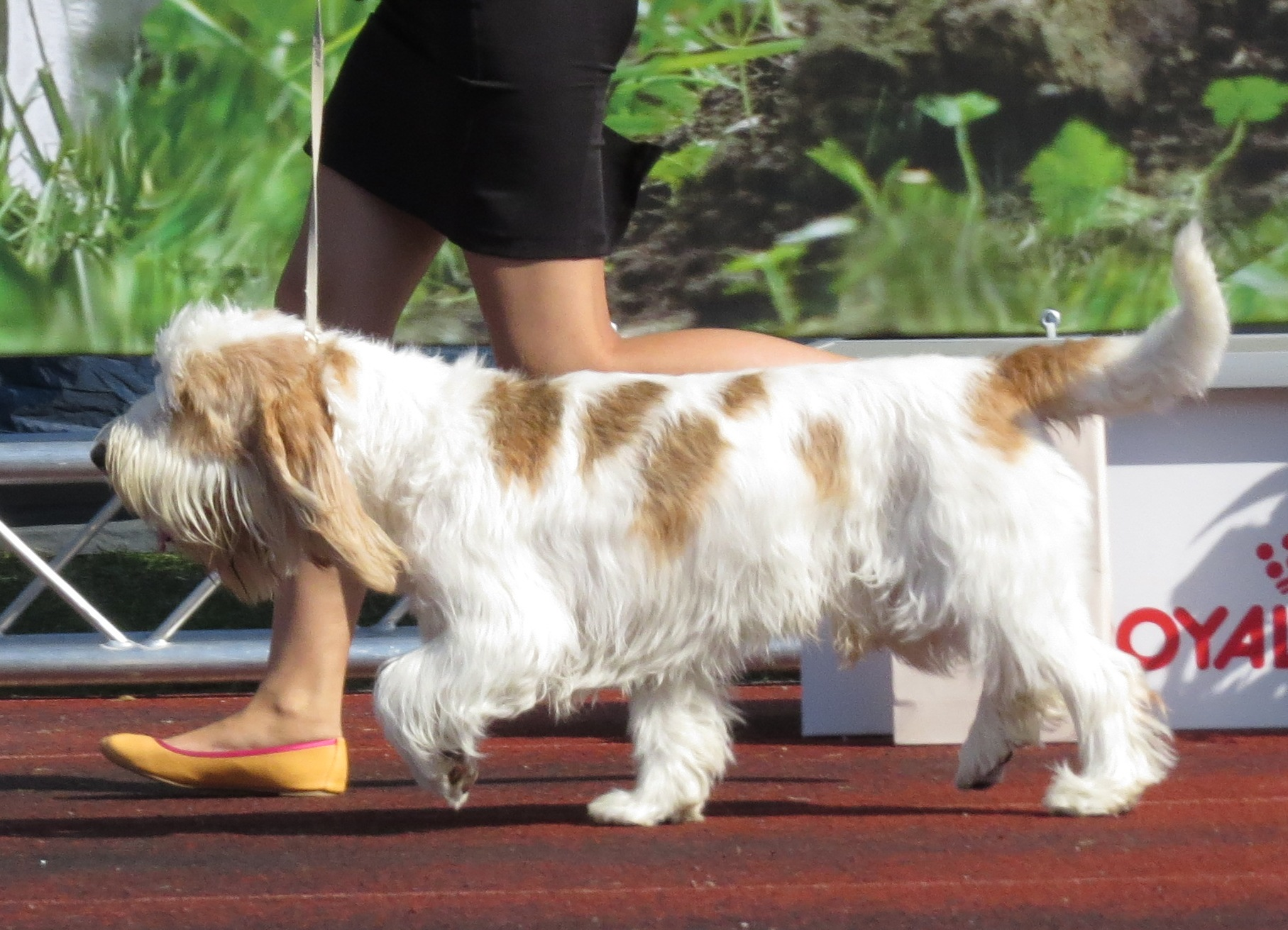

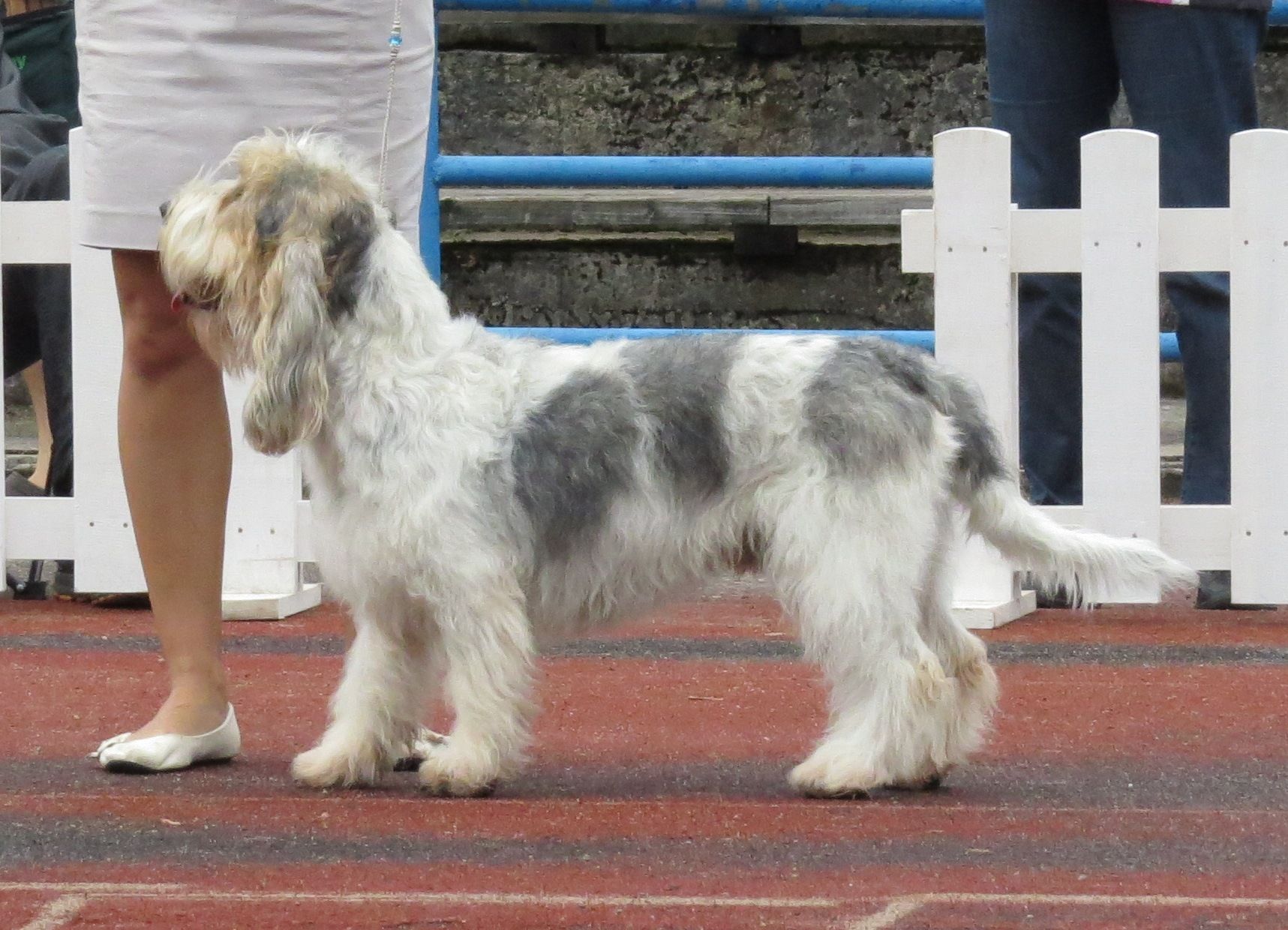

## Vzhled
Velký hrubosrstý vendéeský baset je obdélníkového rámce s harmonickou a elegantní stavbou těla. Srst, která pokrývá celé jeho tělo, je tvrdá, ne moc dlouhá a rovná. Ta může mít zbarvení černé s bílým stříkáním (černý bělouš), černé s pálením, černé s pískovými znaky, plavé s bílým stříkáním (oranžový bělouš), plavé s černým sedlem a bílým stříkáním (trikolor), plavé s uhlováním, pískové s uhlováním a bílým stříkáním nebo pískové s uhlováním.
Hlava je lehká, podlouhlá a nepříliš široká, s výrazným stopem. Uši jsou dlouhé, jemné a úzké, pokryté delší srstí než je na zbytku těla. Spadají volně podél hlavy dolů. Obočí je výrazné, ale nezakrývá oči. Ty jsou oválné a tmavě hnědé, dobře zasazené, bez viditelného bělma. Nosní houba vždy černá. Zuby musí mít nůžkový skus. Krk je středně dlouhý, dobře osvalený a široký, bez laloku. Hřbet je dlouhý, široký a silný. Ocas se od kořene směrem ke špičce zužuje, je nasazený vysoko, dlouhý a šavlovitě nesený. Poměrně dlouhé, dobře osvalené nohy jsou zakončené kulatými tlapkami s černými drápky.

## Povaha
Povahově je velký hrubosrstý vendéeský baset aktivní, bystrý, hravý a přátelský pes s vyvinutými loveckými pudy. Má hluboký hlas, který je slyšet i na velké vzdálenosti. Je svéhlavý a nezávislý, ale vůči svému majiteli či rodině loajální. Není agresivní ani nervózní. Je to i schopný aportér, který rád aportuje i z vody. Nejsou to dobří hlídači, k cizím se chovají většinou přátelsky. Dobře se snáší s dětmi. Je vhodné chovat jej ve větší smečce psů, je zvyklý s nimi i pracovat. Má sklony pronásledovat rychle se pohybující předměty, nevyjímaje jiná zvířata, cyklisty atd.